# Marc Henry
Marc Henry (* 2. April 1873 in Paris; † 24. Dezember 1943 in Saint-Raphaël, Frankreich; geboren als Achille Georges Thuret, ab 1889 Achille Georges d’Áilly-Vaucheret) war ein Kabarettist, Chansonnier, Opernlibrettist und Autor sowie Herausgeber von französischen und deutschen Volksliedern.

## Leben
Marc Henry wurde als uneheliches Kind von Clémence Thuret geboren. Ab 1889 durfte er den Familiennamen d’Áilly-Vaucheret führen. Ob er von seinem leiblichen Vater nachträglich legitimiert wurde oder den Namen seines Stiefvaters annahm, ist nicht bekannt. Henry war eine der Schlüsselfiguren des frühen Kabaretts. In Pariser Cabarets in der Nachfolge des Chat Noir trat er als Chansonnier und Conférencier auf. In München, wo er danach als Student und Korrespondent französischer Zeitungen lebte und ab 1899 eine Revue Frano-Allemande herausgab, war er 1901 Mitbegründer der Elf Scharfrichter. In Wien gründete er zusammen mit Marya Delvard das Kabarett Nachtlicht (1906) und das Kabarett Fledermaus (1907). Im April 1906 kam es zu einem tätlichen Angriff auf Karl Kraus, der ein Nachspiel in einem Gerichtsprozess hatte. Danach absolvierte er zahlreiche Tourneen mit Marya Delvard durch Deutschland und Frankreich. Er sang französische Chansons, Balladen, Eigenkompositionen und Volkslieder aus früheren Jahrhunderten, die er zusammentrug bzw. im alten Stil selbst verfasste und im Scharfrichter-Verlag (später an Friedrich Hofmeister übergegangen) als Notenhefte herausgab. Er sang Pariser Chansons wie La Ballade des trois Gosses, Le Testament de Pierrot und La Berceuse bleue von Gabriel Montoya aus dem Repertoire der Yvette Guilbert. Bei den französischen Volksliedern, wie La Légende de St. Nicolas, oder den Chansons légères et galantes begleitete sich Henry meist selbst auf der Laute. Französische Soldatenlieder trug er in einem echten Zuavenkostüm vor.
Henrys 1897 entstandenes verlorengegangenes Drama Les yeux morts bildete die Vorlage für die Oper Die toten Augen (UA 1916) von Eugen d’Albert, für die er gemeinsam mit Hanns Heinz Ewers das Libretto verfasste. Für die Oper Ivas Turm (UA 1926) von Ernst von Dohnányi arbeitete Henry erneut mit Ewers als Librettist zusammen.
Marc Henry war mit der Sängerin und Kabarettistin Marya Delvard (1874–1965) verheiratet.

## Werke
- mit Hanns Heinz Ewers: Joli Tambour! Das französische Volkslied. Neues Leben, Berlin 1911.
- mit Hanns Heinz Ewers: Die toten Augen. Bühnendichtung (Oper). Musik (1912/13): Eugen d’Albert. UA 1916.
- Au pays des maitres-chanteurs. Payot, Paris 1916.
- Trois villes: Vienne – Munich – Berlin. Payot, Paris 1917.
- Beyond the Rhine. Memories of art and life in Germany before the war. Dodd Mead and Company, New York, 1918 (Digitalisat).
- mit Hanns Heinz Ewers: Ivas Turm. Bühnendichtung (Oper). Musik (1926): Ernst von Dohnányi. UA 1926.[10]

## Stimmen über Marc Henry
„M. (die Abkürzung hieß früher Monsieur, später Marc) Henry leitete mit großem Geschick das Unternehmen, indem er als Conférencier in einem außerordentlich gepflegten gebrochenen Deutsch jeden von uns den Gästen vorstellte, sie milde auf unsere Eigenheiten vorbereitete und beispielsweise von mir, da ich mit brennender Zigarre auf dem Podium zu stehen pflegte, versicherte: ‚Er ist das Prototypus von eine Berliner Bohemien; er kann rauchen, wie wenn nichts wäre.’“

„Henry, ein fabelhaft gesprochenes Deutsch sprechend, in einem endlos langen Gehrock, das lockige Haupt mit dem schön gedrehten Schnurrbart von einem ungeheuren Kragen in die Höhe geschraubt, hielt die Einführungsconférence. Lieblich lächelnd, mit kleinen, runden, erläuternden Handbewegungen, legte er den Kabarettgedanken dar. Und er schloß seine Rede mit dem triumphierenden Satz: ‚Und jetzt, meine serch vererchte Herrchschaften, wirch können sagen: von heute an hat Wien die erchste Cabaret.’“